# Cynanchum caudiculatum
Cynanchum caudiculatum är en oleanderväxtart som beskrevs av Rapini. Cynanchum caudiculatum ingår i släktet Cynanchum och familjen oleanderväxter. Inga underarter finns listade i Catalogue of Life.